# Umm Qushayr
Umm Qushayr (en árabe, قصير) es una ciudad en la gobernación de Amán, en Jordania. Tiene una población de 99.738 habitantes (censo de 2015). Se encuentra a 10 km al sur de Amán de cuya área metropolitana forma parte. 